# Okan Aydın
Okan Aydın (Leverkusen, 8 maggio 1994) è un calciatore turco con cittadinanza tedesca, centrocampista del Leoben.

## Carriera

### Club
Cresciuto nel settore giovanile del Bayer Leverkusen, debutta in prima squadra il 20 ottobre 2012, in occasione dell'incontro di Bundesliga pareggiato per 2-2 contro il Magonza, subentrando all'80' a Simon Rolfes. Il mese successivo ha anche esordito nelle competizioni europee, disputando l'incontro della fase a gironi di Europa League perso per 2-0 contro il Metalist. Dopo aver totalizzato soltanto 3 presenze con la squadra di Leverkusen, nel 2013 viene acquistato dall'Eskişehirspor, società della massima divisione turca. Nel 2014 fa ritorno in Germania, disputando quattro stagioni nella terza divisione locale con le maglie di Rot-Weiß Erfurt e Chemnitz. Rimasto svincolato, nel febbraio 2019 viene ingaggiato dal Viktoria Berlino, che lo gira subito in prestito all'Austria Klagenfurt, che al termine della stagione lo acquista a titolo definitivo. Nel settembre 2020, si accorda con i cinesi dello Jiangxi Beidamen, ma poco dopo rimane senza squadra. Il 23 gennaio 2021, si trasferisce agli austriaci del Wacker Innsbruck, firmando un contratto valido fino al 2022 con opzione di rinnovo per un altro anno. Il 14 gennaio 2022 viene acquistato dall'Hartberg, formazione della massima divisione austriaca, firmando un contratto fino al 2023.

### Nazionale
Dal 2009 al 2012 ha rappresentato le nazionali giovanili tedesche Under-16, Under-17 ed Under-18; nel 2011 ha disputato sia l'Europeo che il Mondiale di categoria con l'Under-17. Successivamente, ha giocato con le nazionali giovanili turche Under-19 ed Under-20.

## Statistiche

### Presenze e reti nei club
Statistiche aggiornate al 21 novembre 2022.
| Stagione                  | Squadra                   | Campionato                | Campionato | Campionato | Coppe nazionali | Coppe nazionali | Coppe nazionali | Coppe continentali | Coppe continentali | Coppe continentali | Altre coppe | Altre coppe | Altre coppe | Totale | Totale |
| Stagione                  | Squadra                   | Comp                      | Pres       | Reti       | Comp            | Pres            | Reti            | Comp               | Pres               | Reti               | Comp        | Pres        | Reti        | Pres   | Reti   |
| ------------------------- | ------------------------- | ------------------------- | ---------- | ---------- | --------------- | --------------- | --------------- | ------------------ | ------------------ | ------------------ | ----------- | ----------- | ----------- | ------ | ------ |
| 2012-2013                 | Bayer Leverkusen          | BL                        | 1          | 0          | CG              | 0               | 0               | UEL                | 2                  | 0                  |             | -           | -           | 3      | 0      |
| 2013-2014                 | Eskişehirspor             | SL                        | 1          | 0          | CT              | 4               | 0               |                    | -                  | -                  |             | -           | -           | 5      | 0      |
| 2014-2015                 | Rot-Weiß Erfurt           | 3L                        | 28         | 2          |                 | -               | -               |                    | -                  | -                  |             | -           | -           | 28     | 2      |
| 2015-2016                 | Rot-Weiß Erfurt           | 3L                        | 36         | 5          |                 | -               | -               |                    | -                  | -                  |             | -           | -           | 36     | 5      |
| 2016-2017                 | Rot-Weiß Erfurt           | 3L                        | 34         | 5          |                 | -               | -               |                    | -                  | -                  |             | -           | -           | 34     | 5      |
| Totale Rot-Weiß Erfurt    | Totale Rot-Weiß Erfurt    | Totale Rot-Weiß Erfurt    | 98         | 12         |                 | -               | -               |                    | -                  | -                  |             | -           | -           | 98     | 12     |
| 2017-2018                 | Chemnitz                  | 3L                        | 19         | 0          | CG              | 1               | 0               |                    | -                  | -                  |             | -           | -           | 20     | 0      |
| feb.-giu. 2019            | Austria Klagenfurt        | 1L                        | 15         | 4          | CA              | -               | -               |                    | -                  | -                  |             | -           | -           | 15     | 4      |
| 2019-2020                 | Austria Klagenfurt        | 1L                        | 29         | 12         | CA              | 2               | 0               |                    | -                  | -                  |             | -           | -           | 31     | 12     |
| ago. 2020                 | Austria Klagenfurt        | 1L                        | -          | -          | CA              | 1               | 2               |                    | -                  | -                  |             | -           | -           | 1      | 2      |
| Totale Austria Klagenfurt | Totale Austria Klagenfurt | Totale Austria Klagenfurt | 44         | 16         |                 | 3               | 2               |                    | -                  | -                  |             | -           | -           | 47     | 18     |
| gen.-giu. 2021            | Wacker Innsbruck          | 1L                        | 15         | 3          | CA              | -               | -               |                    | -                  | -                  |             | -           | -           | 15     | 3      |
| 2021-gen. 2022            | Wacker Innsbruck          | 1L                        | 16         | 3          | CA              | 1               | 1               |                    | -                  | -                  |             | -           | -           | 17     | 4      |
| Totale Wacker Innsbruck   | Totale Wacker Innsbruck   | Totale Wacker Innsbruck   | 31         | 6          |                 | 1               | 1               |                    | -                  | -                  |             | -           | -           | 32     | 7      |
| gen.-giu. 2022            | Hartberg                  | BL                        | 12         | 2          | CA              | 2               | 0               |                    | -                  | -                  |             | -           | -           | 14     | 2      |
| 2022-2023                 | Hartberg                  | BL                        | 14         | 3          | CA              | 2               | 1               |                    | -                  | -                  |             | -           | -           | 16     | 4      |
| Totale Hartberg           | Totale Hartberg           | Totale Hartberg           | 26         | 5          |                 | 4               | 1               |                    | -                  | -                  |             | -           | -           | 30     | 6      |
| Totale carriera           | Totale carriera           | Totale carriera           | 249        | 45         |                 | 13              | 4               |                    | 2                  | 0                  |             | -           | -           | 264    | 49     |